# جیغ‌کش سیاه آمازون
جیغ‌کش سیاه آمازون (نام علمی: Alouatta nigerrima) نام یک گونه از سرده میمون جیغ‌کش است.